# Manicouagan (MRC)

Manicouagans läge i Québec.

Manicouagan (franska: Municipalité régionale de comté de Manicouagan) är en sekundärkommun (municipalité régionale de comté) i regionen Côte-Nord i provinsen Québec i Kanada. Kommunen ligger vid Saint Lawrenceflodens norra strand och upprättades 1981. Dess huvudort är Baie-Comeau.
I Manicouagan ligger bland annat delar av Manicouaganreservoaren och Daniel Johnson-dammen.

## Primärkommuner
Manicouagan består av åtta primärkommuner och det primärkommunfria området Rivière-aux-Outardes. Innureservatet Pessamit räknas till Manicouagan i folkräkningen men inte juridiskt. Primärkommunerna är:
- Baie-Comeau
- Baie-Trinité
- Chute-aux-Outardes
- Franquelin
- Godbout
- Pointe-aux-Outardes
- Pointe-Lebel
- Ragueneau